# Dasyphleps
Dasyphleps är ett släkte av insekter. Dasyphleps ingår i familjen vårtbitare.
Kladogram enligt Catalogue of Life:
| Dasyphleps | \| \| Dasyphleps karschi \| \| \| \| \| \| Dasyphleps novaeguineae \| \| \| \| |
|            | \| \| Dasyphleps karschi \| \| \| \| \| \| Dasyphleps novaeguineae \| \| \| \| |
|            | Dasyphleps karschi                                                             |
|            |                                                                                |
|            | Dasyphleps novaeguineae                                                        |
|            |                                                                                |